# Pero Gomez Barroso
Pero Gomez Barroso (fl. XIII secolo) è stato un trovatore portoghese, attivo tra il primo quarto del XIII secolo e il 1273.
Figlio naturale di Gomes Viegas, partecipò alla conquista di Siviglia e di altre città dell'Andalusia, guadagnandosi i favori di Alfonso X, diventando mediatore tra il re i signori ribelli, alleati del re di Granada. È autore di tredici componimenti poetici: due cantigas de amor, tre cantigas de amigo, una parodia, due cantigas de escarnio, contro lo xograr Lourenço e Pero Garcia de Ambroa, quattro satire politiche, in cui attacca i signori che si rifiutarono di lottare nella Guerra di Granada e un sirventés morale.